# Charles Baltet
Pour les articles homonymes, voir Baltet.
Charles Baltet, né le 14 janvier 1830 à Troyes et mort le 24 novembre 1908 dans la même ville, est un pépineriste français

## Biographie
Érudit dans le domaine de l'horticulture, écrivain, homme de terrain, observateur et travailleur infatigable, il descend d’une lignée de dix horticulteurs pépiniéristes. Planter des arbres fruitiers partout, le long des routes, le long des lignes de chemins de fer, contre tous les murs, tel était son combat.
Ses actions se sont portées sur toute la France ainsi qu'à l'étranger. Ainsi, après qu'il a sauvé des vignes japonaises des parasites qui les rongeaient, on baptisa certaines vignes nippones « Baltaï » en son honneur.
Baltet se préoccupe dès 1869 de la lutte contre le phylloxéra qui ravage le vignoble français. Il est l’un des propagateurs du greffage des vignes françaises atteintes par la maladie sur les vignes américaines résistantes. Sa méthode participe à la reconstitution du vignoble français.
Auteur de nombreuses instructions traitant des façons de conduire les arbres fruitiers, il était inventeur et propagateur, avec son frère Ernest, de nouvelles obtentions variétales que l'on appelait « bourgeoises », primées et reconnues.
Fervent républicain, il s’implique fortement dans la vie locale. Conseiller municipal après la défaite de 1870, il est désigné en février 1871 comme otage par les Prussiens afin d’assurer la sécurité du train reliant Troyes à Bar-sur-Seine.

## Hommages
Le nom de Charles Baltet a été donné à un boulevard de Troyes, ainsi qu'à un établissement d'enseignement agricole qui perpétue son souvenir et son travail au travers d'un champagne, qui porte lui aussi son nom, réalisé par les jeunes en formation.
Au XXIe siècle, ses arrière-petits-fils, Henri et Éric Dumont, témoins de la treizième génération de pépiniéristes dans cette famille, perpétuent ce savoir-faire ancestral à Troyes dans la pépinière qui porte encore son nom.

## Variétés de fruits créées
Charles Baltet et son frère Ernest sont les créateurs d'une centaine de variétés de fruits parmi lesquelles les poires Dr Jules Guyot, Virginie Baltet, Éva Baltet, la fondante de Croncels ou la beurrée Baltet père, ainsi que les pommes Transparente de Croncels et Cramoisie de Croncels.

## Citation
« Le pépin c'est la graine; la graine fait l'arbre, et la greffe le transforme » dans : Histoire d'un pépin de pommes racontée par lui-même. 

## Publications
Baltet consacre de nombreux ouvrages aux arbres fruitiers : 
- Charles Baltet, Les bonnes poires, leur description abrégée et la manière de les cultiver, Bouquot, 1860 (lire en ligne),
- La Culture des arbres fruitiers au point de vue de la grande production (1871),
- Meilleures pommes à cultiver (1879),
- Charles Baltet, Traité de la culture fruitière commerciale et bourgeoise, par Charles Baltet,... 4e édition, Masson, 1908 (lire en ligne), un des classiques de l’arboriculteur,
- L’Histoire d’un pépin de pomme,
- Les Fruits de commerce, d’exportation et de marché...

Son intérêt pour le greffage se traduit par plusieurs publications : 
- La Mise à fruit des arbres fruitiers rebelles (1850),
- Pépinière et multiplication des végétaux (1864),

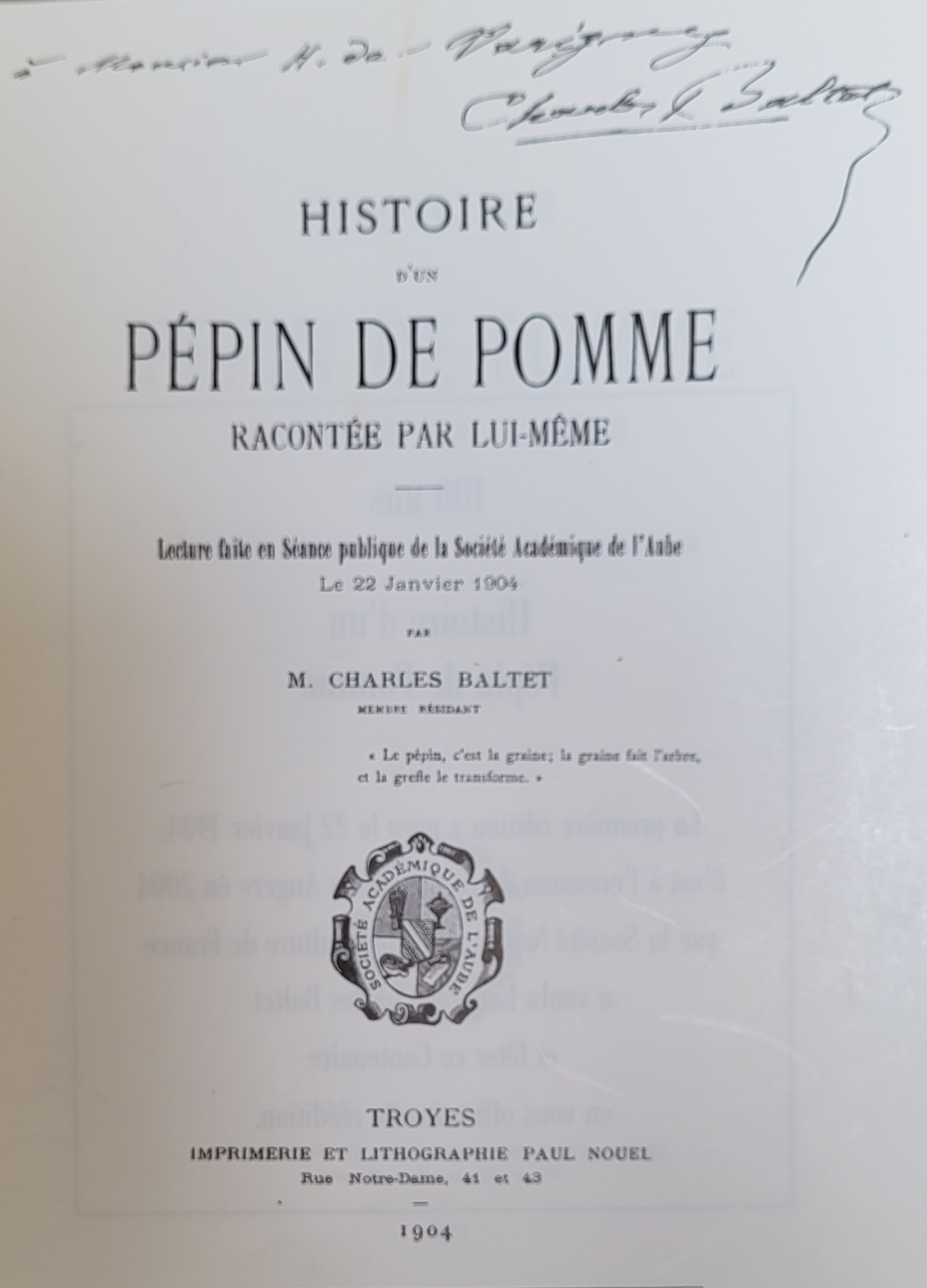
Histoire d'un pépin de pomme raconté par lui-même (1904)

- Charles Baltet, L'Art de greffer les arbres, arbrisseaux et arbustes fruitiers, forestiers, ou d'ornement, Masson, 1869 (lire en ligne), ouvrage clair et concis apprécié de tous les viticulteurs et horticulteurs,
- Le Surgreffage des végétaux (1887)

Il consacre des études à :
- L'Horticulture française : ses progrès et ses conquêtes depuis 1789 (1890) [lire en ligne]
- L’Horticulture dans les cinq parties du monde (1895), véritable Larousse de l’horticulteur, [lire en ligne]
- L’Action du froid sur les végétaux pendant le grand hiver de 1879-1880,
- Arbustes de pleine terre (1886),
- Arbres et arbrisseaux d’ornement de plein air,
- Chrysanthèmes et Dahlias, etc.

Baltet publie aussi beaucoup pour les viticulteurs :
- La Culture perfectionnée de la vigne (1857),
- L’Incision annulaire,
- le Pincement et la Taille tardive de la vigne (1870),
- Charles Baltet, La coulure du raisin: ses causes et effets, moyens de l'empêcher, Dufour-Bouquot, 1871 (lire en ligne),
- Traitement des vignes gelées (1873),
- La Production du vin et du cidre dans l’Aube (1890), etc.